# Насад
Насад (д.-рус. насадъ, насада) — річкове плоскодонне, безпалубне судно з високими набитими бортами, з невеликою осадкою і критим вантажним трюмом. Мало одну щоглу і вітрило. Відомі з XI століття, використовувалися для перевезення вантажів і військ. У XV—XVI ст. використовувалися московським військом у війнах з Казанським ханством. До XVIII ст. насади будувалися на Камі і Вятці, тому їх називали камськими і вятськими, де їх використовували для сплавляння лісу аж до Астрахані, звідки їх вже не повертали, а продавали на злам або для інших цілей.

### Приклади згадування в літописах
1015: И приде (Гліб) Смоленьску, и поиде от Смоленьска, яко зрѣемо, и ста на Смядинѣ в насадѣ.
Пов. врем. літ, 92 (1377 р. ← поч. XII ст.).
1149: Ростиславъ же приѣха ту. Изяславъ же посла по [него] насадъ свои, и что с ним дружины влѣзе в насадъ, с тѣми же и перевезоша и.
Іпатіївський літопис, 372.
1150: Кияне же мнози поѣхаша в насадехъ къ Гюргеви, а друзии почаша в насадехъ дружину его перевозити на сю сторону в Подолье.
Там само, 402.
1182: Бысть идущимъ по Волзѣ на Болгары, поидоша на мѣсто, идѣже островъ нарѣцаемый Исади устье Цѣвцѣ высѣдъ на брегъ, и ту оставиша всѣ носады и галѣѣ.
Там само, 625.
1182: И поможе богъ Руси, и побѣдиша я (болгар) … и похвалиша бога о бывшемь, на том же островѣ и насадѣ ихъ (інші списки: насадех ихъ).
Там само, 626.
1228: Новгородци же, въсѣдавъше въ насады, въгрѣбоша в Ладогу съ князьмь Ярославомъ.
Новгородський перший літопис, 65 (XIII ст.).
И услышав шумъ страшенъ по морю, и видѣ насадъ единъ гребущь по морю, а посреди насада Борисъ и Глѣбъ, стояща во одежахъ червленахъ, быста руки своя держаща на ръмехъ. И гребцы сѣдяху, аки мглою одѣни.
Житіє Олександра Невського, 3—4 (XVI ст. ← XIII ст.).
Сущии же с нимь, вложивше его въ насадъ, привезоша его под Киевъ.
Патерик Печерський (Абр.), 85 (XV ст. — XIII ст.).
А за Волокъ ти слати своего мужа изъ Новагорода в дву насаду по пошлинѣ.
Грамота 1307—1308 р. ГВНП, 19—20.
1339: А князь Александръ поиде въ насадъ, въста вѣтръ силенъ, онѣмь гребущимъ, а насадъ назадъ идяше.
Рогожський літописець, 49 (XV ст.).
И побѣдивъ супостаты и погрузи разбойническыа насады Аравомъ.
Хроніка 1512 р., 359 (XVI ст.).
битисѧ въ насадѣхъ див. битисѧ

### У художніх творах
Ты лелѣялъ єси на себѣ Святославли носады до плъку Кобякова: възлелѣй господине мою ладу къ мнѣ, быхъ неслала къ нему слезъ на море рано
«Слово о полку Ігоревім»